# 大沢村 (神奈川県)
大沢村（おおさわむら）は、1889年（明治22年）から1941年（昭和16年）にかけて神奈川県高座郡に存在した町村制による自治体である。
現在は相模原市緑区の一部である。

## 歴史

### 村名の由来
旧村名の大島、下九沢、上九沢からの合成地名。

### 沿革
- 1889年（明治22年）4月1日 - 町村制の施行により、大島村、下九沢村、上九沢村が合併して発足。
- 1941年（昭和16年）4月29日　- 座間町、新磯村、麻溝村、田名村、上溝町、相原村、大野村と合併して相模原町が発足。同日大沢村廃止。
- 1954年（昭和29年）11月20日 - 相模原町が市制施行して相模原市となる。

## 交通

### 鉄道
- 相模鉄道 - 本路線は現東日本旅客鉄道
  - 相模線
    - 作ノ口停留場：1931年開業、1943年休止。